# Judenbrücke (Coburg)
Die Judenbrücke ist eine Straßenbrücke, die in Coburg bei Flusskilometer 45,5 die Itz überspannt. Die älteste noch erhaltene Itzbrücke der Stadt liegt am westlichen Ende der Judengasse.

## Geschichte
Im Jahr 1470 wurde erstmals der Judensteg erwähnt. 1607 folgte der Bau einer Holzbrücke, die sechs Joche aufwies und 1612 fertiggestellt war. Das Bauwerk überspannte an der engsten Stelle die Itz im Zuge einer Geleitstraße nach Heldburg, die als Zubringer der Handelsstraße nach Frankfurt diente. 1629 wurde ein „Naschkorb“ auf der Brücke installiert, in den Obstdiebe zur Strafe gesperrt und mit aufklappbarem Boden in die Itz getaucht wurden. In den folgenden Jahrzehnten beschädigte das jährliche Hochwasser wiederholt die Holzkonstruktion, so dass 1667 eine umfangreiche Instandsetzung durchgeführt werden musste. Am 1. Januar 1764 zerstörte ein starkes Hochwasser die Judenbrücke, ein Jahr später war die Holzbrücke provisorisch neu errichtet.  

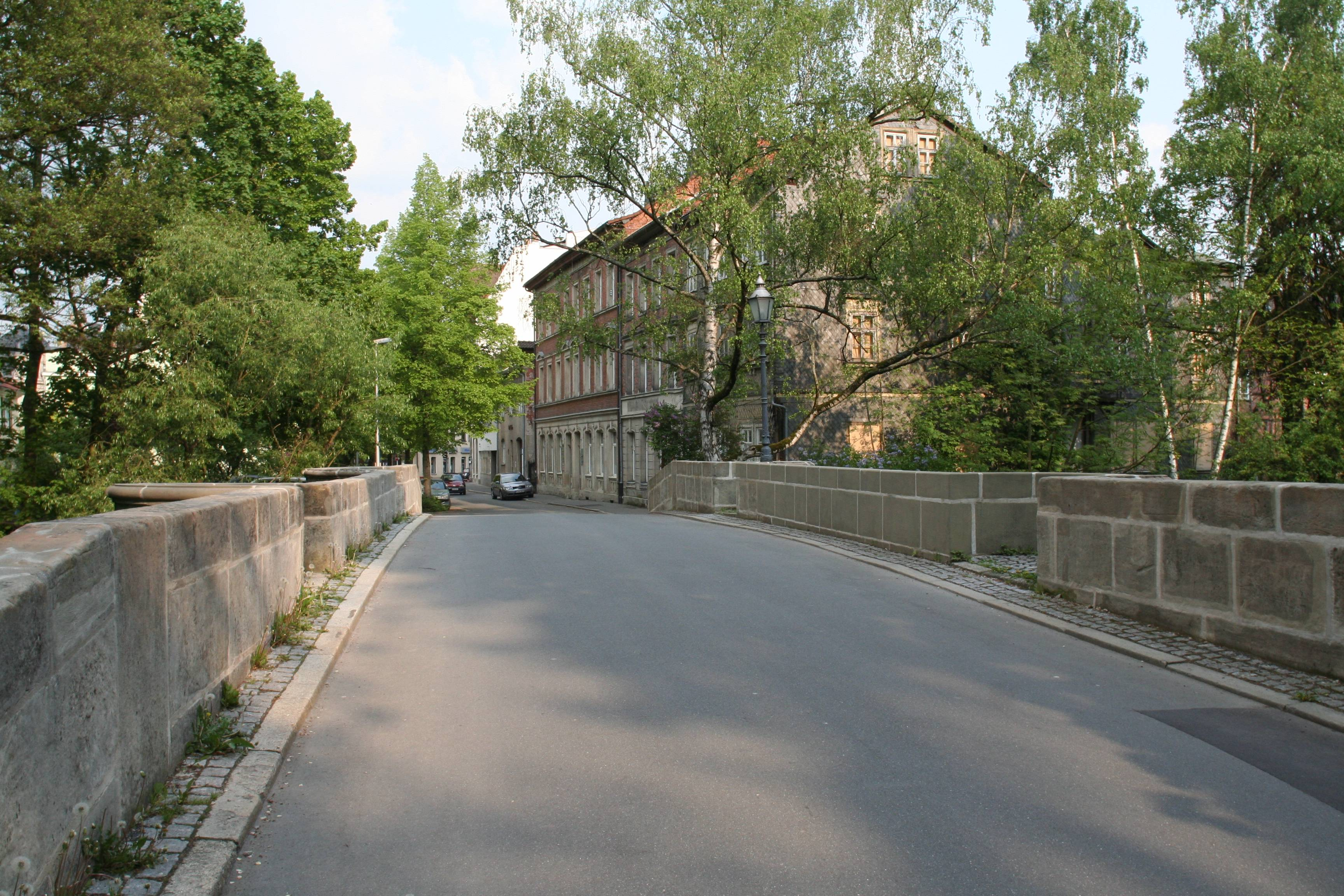
Brückenfahrbahn, Blickrichtung Judengasse

Knapp zwanzig Jahre später, am 6. Mai 1783 begann der Neubau einer Steinbrücke mit drei Öffnungen. Am 28. Juni 1783 wurde der Grundstein für die heute noch stehende Gewölbebrücke gelegt. Steine aus der neun Meter hohen Stadtmauer zwischen dem inneren Judentor und dem inneren Ketschentor dienten größtenteils als Baumaterial. Die Baumaßnahme führten der Holzbaumeister Johann Michael Roeder und der Steinbaumeister Meier durch. Das Bauwerk kostete die Stadt ohne die Steine der Stadtmauer 3444 Gulden.
Schon beim Hochwasser mit Eisgang im Februar 1784 war die Standsicherheit stark beeinträchtigt. Größere Instandsetzungsmaßnahmen fielen 1819, 1839, 1874 und 1880 an. 1819 und 1839 mussten insbesondere die schwer beschädigten Brückenpfeiler repariert werden.
Mit der Inbetriebnahme des Coburger Bahnhofs, westlich der Itz gelegen, im November 1858 wuchs die Bedeutung der Judenbrücke für den innerstädtischen Verkehr als Bestandteil des einzigen Zufahrtsweges. Dies führte 1884 zu einer Fahrbahnverbreiterung mit Hilfe einer Eisenkonstruktion. Im Zuge der Itzbegradigung wurde Ende des 19. Jahrhunderts beziehungsweise Anfang des 20. Jahrhunderts das westliche Widerlager durch eine Stützmauer verstärkt, 1974 bekamen die Pfeiler Betonmanschetten auf Fundamenttiefe. 
Insbesondere die unzureichende Breite der Brücke wirkte sich in den folgenden Jahrzehnten als Verkehrshindernis aus. Daher wurde oberhalb der Brücke 1963 ein hölzerner Steg für die Fußgänger errichtet, bis 1978 die Alexandrinenbrücke flussaufwärts in Betrieb genommen wurde. Seit 1983 dient die Judenbrücke dem Anliegerverkehr. Sie ist nur in Richtung Westen befahrbar.

## Konstruktion
Die rund 30 Meter lange, 5 Meter hohe und 6 Meter breite Gewölbebrücke besteht aus Sandsteinquadern. Sie weist drei Öffnungen mit jeweils 8,5 Meter lichter Weite auf. Die 5,5 Meter breite Fahrbahn wird durch 0,25 Meter breite und mindestens 0,75 Meter hohe Mauerwerksbrüstungen begrenzt. Die stromaufwärts angeordnete Brüstung weist auf der Außenseite über dem mittleren Bogenscheitel eine Doppelkartusche mit den Initialen E-F von Herzog  Ernst Friedrich auf. Über den Seitenöffnungen sind Medaillons mit dem Meissner Löwen beziehungsweise dem Wettinischen Rautenkranzwappen vorhanden. Auf den Pfeilern sind beidseitig halbkreisförmige, 1,25 Meter tiefe Kanzeln angeordnet. Die Pfeiler weisen beidseitig zugespitzte, dreiviertel hohe Vorköpfe als Eisbrecher auf. Spitz zulaufende Beschlächte aus Beton sichern die Pfeilerfüße.

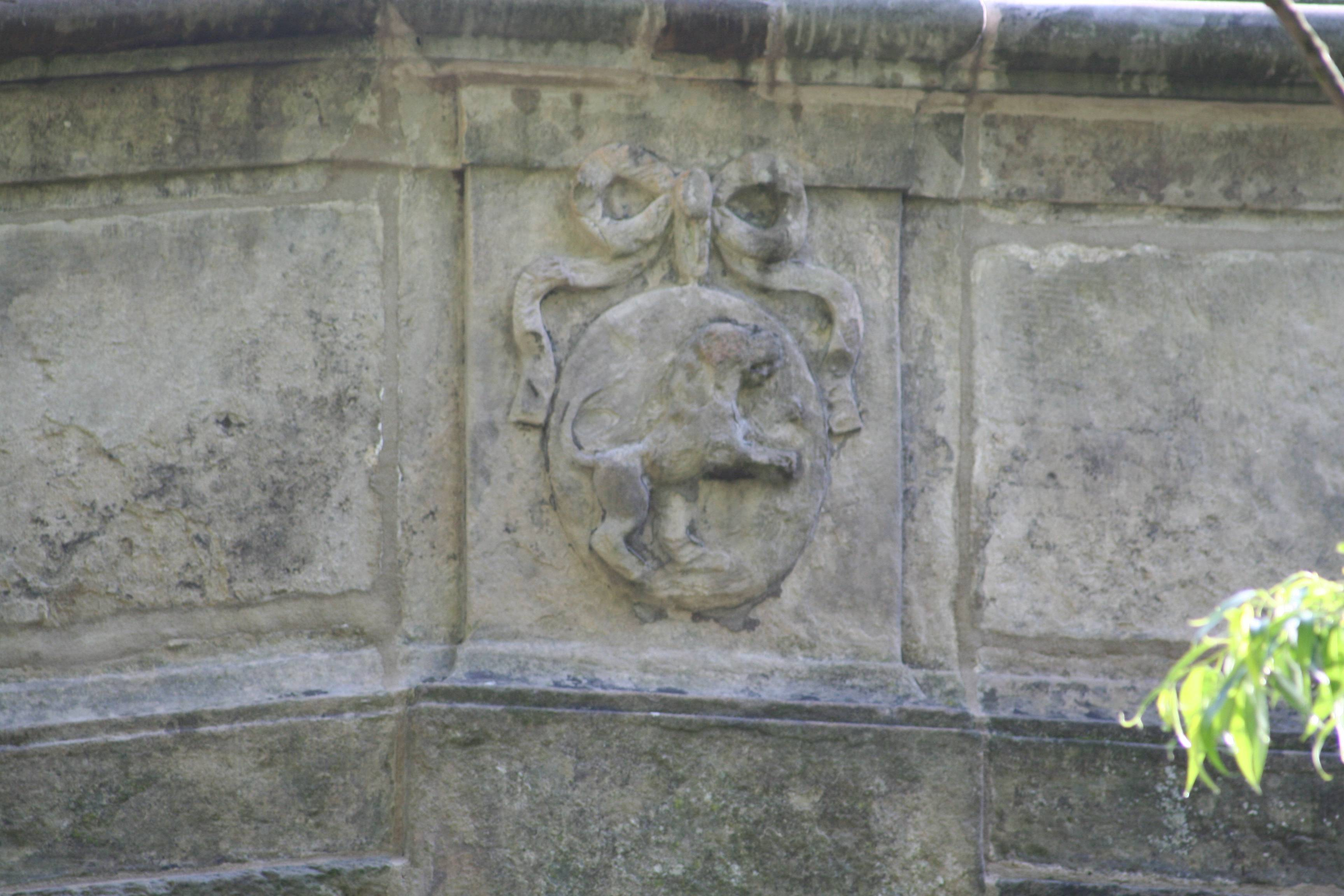
Linkes Medaillon mit Meissner Löwen
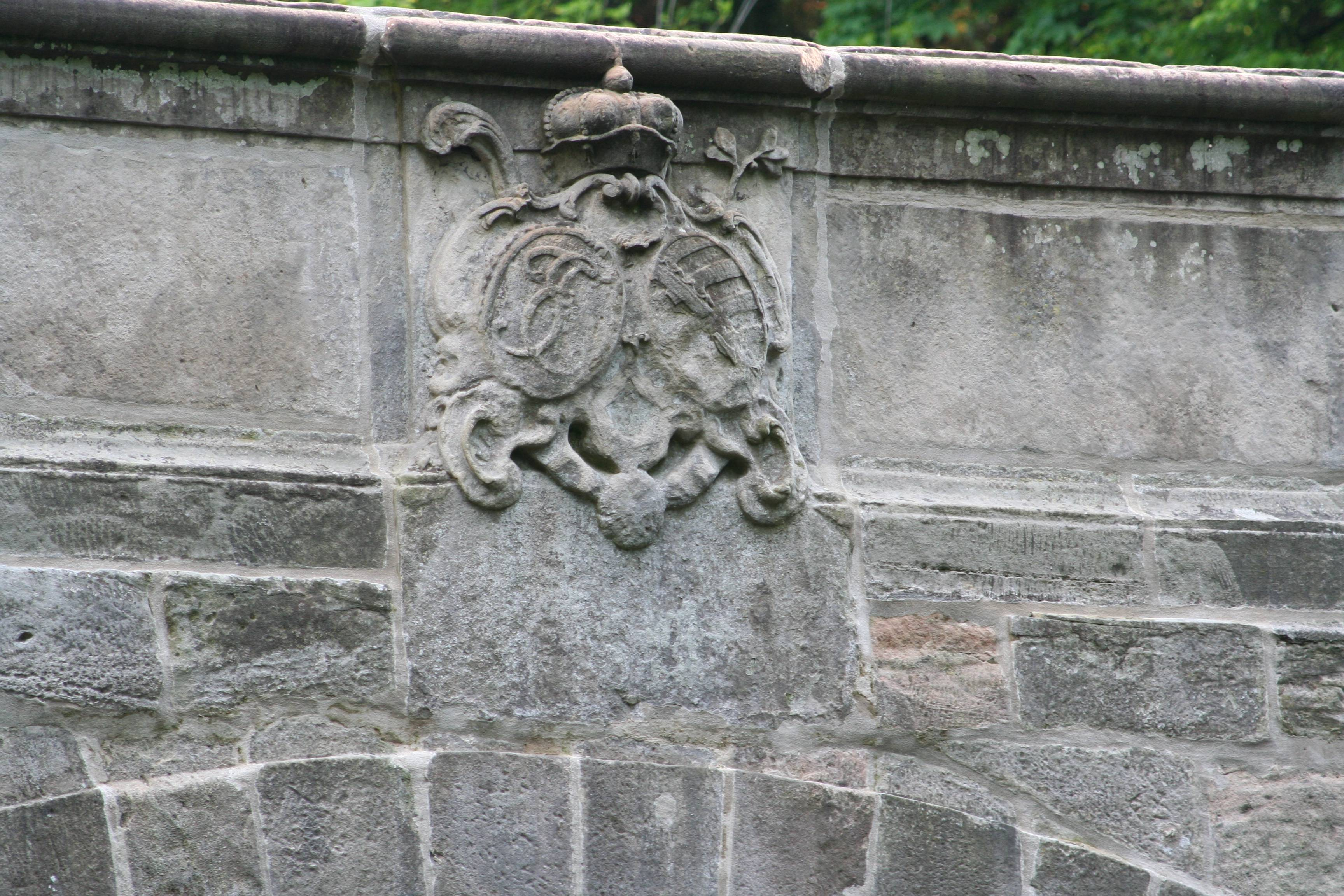
Doppelkartusche
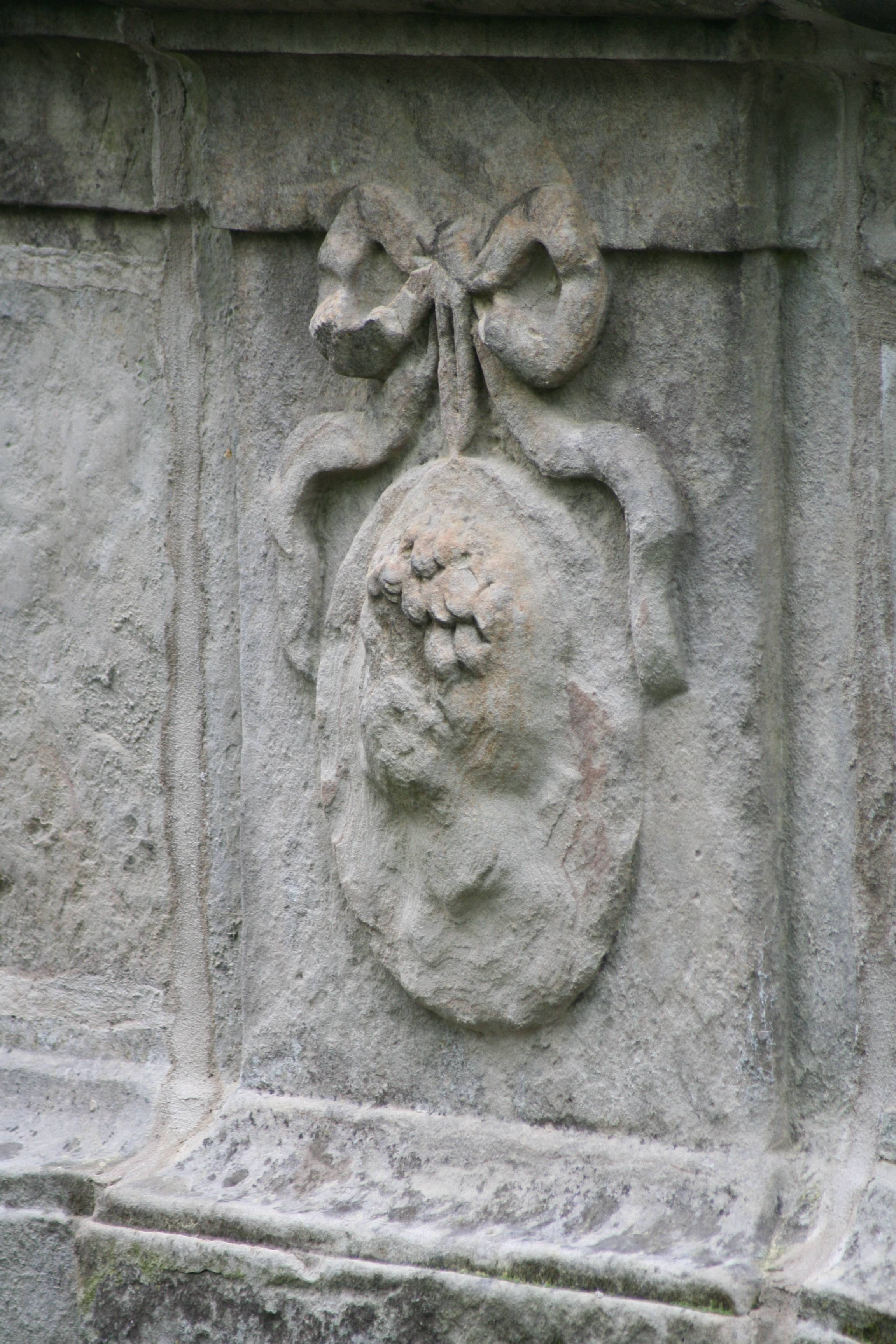
Rechtes Medaillon mit Wettinischen Rautenkranzwappen